# Claude Kayat
Claude Kayat, född den 24 juli 1939 i Sfax i Tunisien, är en fransk-svensk författare, dramatiker, konstnär och före detta gymnasielärare.
Kayat kom till Sverige 1958. Han har givit ut nio romaner i Frankrike, varav två är översatta till svenska. Han har även skrivit 28 teaterpjäser på både franska och svenska.
Vissa har uppförts. 
Claude Kayat är far till illustratören och folkmusikern Stefan Kayat.

## Utställningar
- 2008. Separatutställningen "Halvcirkeln och dess möjligheter", Galleri Paname, Stockholm
- 2009. Galleri Håfors
- 2009. Galleri Cosmopolitan, Göteborg
- 2010. Rönnells, Stockholm
- 2011. Chaikhana, Stockholm
- 2012 Gallerii Gåtfull KOnst, Stockholm